# Bruinkapbergvink
De bruinkapbergvink (Leucosticte australis)  is een zangvogel uit de familie Fringillidae (vinkachtigen). De vogel werd in 1874 geldig als ondersoort Leucosticte tephrocotis var australis) door Robert Ridgway beschreven. Het is sinds 2018 een bedreigde, endemische vogelsoort in Noord-Amerika.

## Kenmerken
De vogel is 14 tot 16,6 cm lang, een middelgrote, forse vinkachtige met een dikke snavel. Het mannetje heeft een zwarte kruin en is verder kaneelkleurig op de borst, nek en rond het oog. Op de rug is de vogel bruin met zwarte strepen. De buik, staartveren en de bovenkant van de vleugelveren zijn donkerrood. Het vrouwtje is wat fletser gekleurd, maar lijkt verder op het mannetje.

## Verspreiding en leefgebied
Deze soort komt voor in de bergen van zuidoostelijk Wyoming, Colorado en het noordelijke deel van Centraal-New Mexico. Het leefgebied bestaat uit toendra-achtige landschappen met rotsen en sneeuwvelden, boven de boomgrens op 3350 tot 4330 meter boven zeeniveau.

## Status
De grootte van de populatie werd in 2018 door BirdLife International geschat op 45 duizend volwassen individuen. De laatste decennia nemen de populatie-aantallen in hoog tempo af door habitatverlies. Door klimaatverandering rukt het bos op en verdwijnt het toendra-achtige landschap in de bergen. Om deze redenen staat deze soort sinds 2018 als bedreigd op de Rode Lijst van de IUCN, terwijl in 2016 de status nog niet bedreigd was.